# ثابت قطنة
هو ثابت بن كعب، ويكنى أبا العلاء، من بني اسد بن الحارث بن العتيك من قبيلة الأزد، وقيل: هو مولى لهم، كان شاعراً مجيداً من شعراء خراسان في العصر الأموي، وفارس من فرسان العرب المعدودين في خراسان، أبلى بلاءً حميداً في قتال الترك والسند في خراسان وبلاد ما وراء النهر. والراجح أن ثابت قُطْنة كان أزدياً صميماً، لُقب بقُطْنة لأن سهماً أصابه في إحدى عينيه في بعض المعارك مع الترك فذهب بها، فكان يضع عليها قطنة. وكان ثابت من أصحاب يزيد بن المهلب، وكان يوليه أعمالاً من أعمال الثغور، فيحمد فيها مكانه لكفايته وشجاعته.

## أخبار ثابت قطنة
- كان ثابت ينزل خراسان، وكان في أول أمره مع عبد الله بن خازم السلمي، والي خراسان من قِبل عبد الله بن الزبير، وقد قاتل معه قبائل ربيعة حين وقع الشر بينهم وبين ابن خازم، ثم كان مع أمية بن عبد الله بن خالد بن أسيد لمّا ولاه عبد الملك بن مروان خراسان سنة 74هـ، ثم عزل عبد الملك أمية بن عبد الله عام 78هـ ويقال كان لثابت قطنة يد في عزله. ولما ضمّ عبد الملك خراسان وسجستان إلى عمل الحجاج بن يوسف الثقفي في العراق، ولّى الحجاج المهلب بن أبي صفرة على خراسان، فكان ثابت من فرسان المهلب، ورافقه في غزواته في بلاد ما وراء النهر، وكان معه قبل ذلك في قتال الخوارج. وبعد وفاة المهلب عام 82هـ ولى الحجاج أبنه يزيد بن المهلب على خراسان، فلازمه ثابت قُطْنة واختص به ووصف غزواته، وله فيه كثير من المدائح. وبعد عزل الحجاج يزيد بن المهلب عن خراسان عام 85هـ، ولّى مكانه أخاه المفضل بن المهلب، ثم عزله وولّى مكانه قتيبة بن مسلم الباهلي عام 86هـ، فاتصل به ثابت، ورافقه في غزواته وفتوحه في بلاد ما وراء النهر، ومدحه بطائفة من القصائد ثم تخلى عنه يوم ثار قتيبة بن مسلم على سليمان بن عبد الملك. ولمّا ولّى سليمان بن عبد الملك يزيد بن المهلب على خراسان عام 97هـ لازمه ثابت وقاتل معه الأعاجم ووصف وقائعه.[2] وحين عزم يزيد بن المهلب على الثورة على الخليفة يزيد بن عبد الملك كان ثابت ممّن حرّضه على الثورة بأبيات قالها، ومنها قوله:

ووقف إلى جانب يزيد بن المهلب في ثورته عام 101هـ وقاتل معه جيوش بني أمية، وكان معه في معركة العقر عام 102هـ وهو اليوم الذي قُتل فيه يزيد بن المهلب وقال ثابت أبياتاً يرثيه بها.
- في زمن ولاية عمر بن هبيرة على العراق عُزل سعيد بن عبد العزيز بن الحارث عن ولاية خراسان وولى مكانه سعيد بن عمرو الحرشي عام 103هـ، فاتصل به ثابت وقاتل معه قوم الصَّغد وقال شعراً في وصف وقائعه ثم كان ثابت مع أسد بن عبد الله القسري حين ولي خراسان وقاتل معه الترك، وجعله خليفته حين خرج لقتال الترك، فأراد أن يخطب في الناس، لكنه حصر وأُرتج عليه فقال: «سيجعل الله بعد عُسرٍ يُسراً، وبعد عِيٍّ بياناً، وأنتم إلى أمير فعّال أحوج منكم إلى أمير قوّال». وأنشد:

فبلغت كلماته خالد بن صفوان، الخطيب المشهور، فقال معلقاً: «والله ما علا ذلك المنبر أخطب منه في كلماته هذه، ولو أن كلاماً استخفني فأخرجني من بلادي إلى قائله استحساناً له لأخرجتني هذه الكلمات إلى قائلها». وظل ثابت يجاهد الترك والصّغد إلى أن قُتل في إحدى المعارك مع الترك. وكان ثابت ذا ولاء لقبيلته، فقد استنصر قومه الأزد في إحدى الوقائع مع الترك فلم ينصروه، فلم يهجوهم.
- كان سبب هجاء حاجب بن ذبيان المازني ولقبه حاجب الفيل، والفيل لقب لقبه به ثابت قطنة وكعب بن معدان الأشقري أن حاجباً دخل على يزيد بن المهلب، فلما مثل بين يديه أنشده بقصيدة منها هذه الأبيات:

فأمر له يزيد بدرع وسيف ورمح وفرس، وقال له: قد عرفت ما شرطت لنا على نفسك؟ فقال: اصلح الله الأمير، حجتي بينة، وهي قول الله عز وجل: "والشعراء يتبعهم الغاوون. ألم تر أنهم في كل واد يهيمون وأنهم يقولون مالا يفعلون". فقال له ثابت قطنة: ما أعجب ما وفدت به من بلدك في تسعين ليلة! مدحت الأمير ببيتين، وسألته حوائجك في عشرة أبيات، وختمت شعرك ببيت تفخر عليه فيه، حتى إذا أعطاك ما أردت حدت عما شرطت له على نفسك فأكذبتها كأنك كنت تخدعه، فقال له يزيد: مه يا ثابت، فإنا لا نخدع، ولكنا نتخادع، وسوغه ما أعطاه، وأمر له بألفي درهم. ولج حاجب يهجو ثابتاً فقال فيه:
- دخل حاجب الفيل يوماً على يزيد بن المهلب، وعنده ثابت قطنة وكعب الأشقري وكانا لا يفارقان مجلسه فوقف بين يديه فقال له: تكلم يا حاجب، فقال: يأذن لي الأمير أن أنشده أبياتاً، قال: لا حتى تبدأ فتسأل حاجتك، قال: أيها الأمير، إنه ليس أحد ولو أطنب في وصفك موفيك حقك، ولكن المجتهد محسن، فلا تهجني بمعنى الإنشاد، وتأذن لي فيه، فإذا سمعت فجودك أوسع من مسألتي . فقال له يزيد: هات، فما زلت مجيداً محسناً مجملاً. فأنشده:

فقال له يزيد: سل حاجتك، فقال: ما على الأمير بها خفاء، فقال: قل، قال: إذاً لا أقصر ولا أستعظم عظيماً أسأله الأمير أعزه الله مع عظم قدره، قال: أجل، فقل يفعل، فلست بما تصير إليه أغبط منا، قال: تحملني وتخدمني وتجزل جائزتي، فأمر له بخمسة تخوت ثياب وغلامين وجاريتين وفرس وبغل وبرذون وخمسة آلاف درهم.
فحسده ثابت قطنة وقال: والله لو على قدر شعرك أعطاك لما خرجت بملء كفك نوى، ولكنك أعطاك على قدره، وقام مغضبا، وقال حاجب إنما فعل الأمير هذا ليضع منا بإجزاله العطية لمثل هذا، وإلا فلو أنا اجتهدنا في مديحه ما زادنا على هذا، وقال ثابت قطنة يهجو حاجباً حينئذ:
- كان ثابت قطنة قد جالس قوماً من الشراة والمرجئة وكانوا يجتمعون فيتجادلون بخراسان، فمال إلى قول المرجئة وأحبه.[1] فلما اجتمعوا بعد ذلك أنشدهم قصيدة قالها في الإرجاء:

- لما تولي سعيد بن عبد العزيز بن الحارث على ولاية خراسان بعد عزل عبد الرحمن بن نعيم، جلس يعرض الناس وعنده حميد الرؤاسي وعبادة المحاربي، فلما دعي بثابت قطنة تقدم، وكان تام السلاح، جواد الفرس، فارساً من الفرسان، فسأله عنه، فقيل: هذا ثابت قطنة، وهو أحد فرسان الثغور، فأمضاه وأجاز على اسمه، فلما انصرف قال له حميد وعبادة: هذا أصلحك الله الذي يقول:

فقال سعيد: علي به، فردوه وهو يريد قتله، فلما أتاه قال له: أنت القائل: إنا لضرابون في حمس الوغى قال: نعم، أنا القائل:
فقال له سعيد: أولى لك، لولا أنك خرجت منها لضربت عنقك، ثم بلغ ثابت ما قاله حميد وعبادة، فأتاه عبادة معتذراً، فقال له: قد قبلت عذرك، ولم يأته حميد.
- لما قتل المفضل بن المهلب بعد معركة قندابيل دخل ثابت قطنة على هند بنت المهلب، والناس حولها جلوس يعزونها، فأنشدها بقصيدة منها:

فقالت له هند:اجلس يا ثابت، فقد قضيت الحق، وما من المرثية بدٌّ،وكم من ميتة ميتٍ أشرف من حياة حيّ، وليست المصيبة في قتل ممن استشهد ذابّا عن دينه، مطيعاً لربه، وإنما المصيبة فيمن قلت بصيرته، وخمل ذكره بعد موته، وأرجو ألا يكون المفضل عند الله خاملاً.
- لما غزا والي خراسان أشرس بن عبد الله السلمي بلاد سمرقند وبلاد ما وراء النهر، كان ثابت قطنة معه، ووجهه في خيل إلى مدينة آمل لقتال من فيها من الترك، فقاتلهم وظفر بهم، واستمرت وقائعه معهم إلى أن قتلوه.[3]